# دوري الدرجة الأولى الكويتي 2002–03
في موسم 2002/2003 لعبت بطولة الدوري الكويتي للدرجة الأولى، وقد شارك فيها ستة فرق، وقد تأهل نادي الجهراء بعد فوزه بلقب الدوري.

## ترتيب الفرق
- 1- نادي الجهراء (لعب 15 مباراة وحقق 32 نقطة)
- 2- نادي خيطان (لعب 15 مباراة وحقق 27 نقطة)
- 3- نادي التضامن الكويتي (لعب 15 مباراة وحقق 26 نقطة)
- 4- نادي الفحيحيل (لعب 15 مباراة وحقق 24 نقطة)
- 5- نادي اليرموك (لعب 15 مباراة وحقق 16 نقطة)
- 6- نادي الصليبيخات (لعب 15 مباراة وحقق 4 نقاط)

## أرقام من البطولة
- أكثر الفرق تحقيقا للفوز هو نادي الجهراء ب10 انتصارات.
- أقل الفرق تحقيقا للفوز هو نادي الصليبيخات بفوز واحد.
- أكثر الفرق تحقيقا للتعادل هما نادي خيطان ونادي الفحيحيل بثلاثة تعادلات.
- أقل الفرق تحقيقا للتعادل هما نادي اليرموك ونادي الصليبيخات بتعادل واحد.
- أكثر الفرق تعرضا للخسارة هو نادي الصليبيخات ب13 خسارة.
- أقل الفرق تعرضا للخسارة هو نادي الجهراء بثلاثة هزائم.
- أكثر الفرق تسجيلا للأهداف هو نادي التضامن الكويتي ب35 هدف.
- أقل الفرق تسجيلا للأهداف هو نادي الصليبيخات ب12 هدف.
- أكثر الفرق استقبالا للأهداف هو نادي الصليبيخات ب39 هدف.
- أقل الفرق استقبالا للأهداف هما نادي الجهراء ونادي التضامن الكويتي ب17 هدف.